# Trio Mandili
Trio Mandili – gruziński żeński zespół wokalny założony w 2014. Tercet wykonuje pieśni z akompaniamentem tradycyjnego gruzińskiego intrumentu strunowego panduri.

## Charakterystyka
Początkowo zespół tworzyły Anna Chincharauli, Tatia Mgeladze i Szorena Ciskarauli. Trio zyskało popularność po tym, jak w 2014 opublikowało w sieci śpiewaną podczas spaceru piosenkę, nakręconą telefonem komórkowym. Klip z gruzińską piosenką ludową „Apareka” został odtworzony kilka milionów razy w serwisie YouTube, a łączna liczba wyświetleń kanału przekroczyła 130 mln (2021). Trio występowało m.in. na Ukrainie, w Rosji, Bułgarii, Belgii, a także kilkukrotnie w Polsce.

## Znaczenie nazwy
Mandili to opaska noszona na głowie przez kobiety. Gdy mężczyźni walczą, a kobieta rzuci między nich opaskę, walka ustaje. 